# Mazzafegato
Il mazzafegato o mazafegghito è un prodotto tipico dell'Alta Valle del Tevere, al confine tra Umbria e Toscana, e della Valtiberina toscana dov'è anche detto sambudello. 

## Descrizione[3]
Si produce con lo stesso impasto della salsiccia o della soppressata, composto prevalentemente da carni di seconda e terza scelta, al quale è aggiunta una proporzione del quindici per cento di fegato di maiale e altre interiora. Il tutto, macinato e condito con sale, pepe, eventualmente aglio, e pinoli nella ricetta umbra, viene insaccato in un budello di piccolo diametro preventivamente lavato e aromatizzato nel vino caldo. Il Mazzafegato dell'area camerte, nelle alte Marche, può contenere scorza di arancio in piccole quantità o, in alternativa, fiore di finocchio. È anche diffusa in Umbria una versione dolce, che prevede l'aggiunta di modeste quantità di scorza d'arancia, zucchero e uva passa.
È particolarmente rinomata la produzione della zona di Fano nell'Urbinate, dove viene anche detto "salsiccia matta".
Un'analogia può riscontrarsi con un insaccato tedesco, la salsiccia di fegato detta "Leberwurst" (da non confondersi con il "Leberkäse" bavarese, che invece, nonostante il nome, non contiene fegato).